# Bergbremse
Die Bergbremse ist ein Stab, der fest über eine Kette mit einer Kutsche oder einem Wagen verbunden ist und während des Berganstieges hinter dem Fuhrwerk herschleift. Muss am Berg Halt gemacht werden, so lässt man den Wagen ein wenig bergab rollen. Die Metallspitze des Stabes verhakt sich im Boden und hält den Wagen schließlich ganz auf. Dadurch können sich die Zugtiere ausruhen.
Der Stab kann – für Fahrten über das flache Land oder wenn es wieder bergauf geht – mit einem Lederriemen an der Kutsche fixiert werden.